# Neoserica satura
Neoserica satura är en skalbaggsart som beskrevs av Brenske 1898. Neoserica satura ingår i släktet Neoserica och familjen Melolonthidae. Inga underarter finns listade i Catalogue of Life.